# Carlos Ross
Carlos Esteban Ross Cotal (Copiapó, provincia de Copiapó, Chile, 23 de noviembre de 1990) es un futbolista chileno que se desempeña como extremo. Actualmente juega en Deportes Copiapó de la Primera B de Chile.
Ha desarrollado su carrera profesional en 7 diferentes países y 3 continentes. Además, ha sido internacional con la Selección de fútbol de Chile adulta en 2 ocasiones.

## Trayectoria

### Inicios
Nació en la ciudad de Copiapó. Se formó en las divisiones inferiores de Audax Italiano. Fue campeón de Chile en la categoría sub-17.
En 2009, fue elegido "El Mejor de los Mejores" como el mejor jugador de todas las series menores del Club Itálico.

### Carrera profesional
Debutó profesionalmente en Audax Italiano de la Primera División de Chile, como titular con 18 años en el Torneo Apertura 2009, frente a Palestino. Tuvo un gran comienzo de carrera, que lo proyectaron como un jugador lleno de talento y futuro.
En 2011, pasó en calidad de préstamo a Coquimbo Unido, donde estuvo a dos goles de convertirse en el goleador del torneo. Fue el goleador del equipo con 12 goles.
En el segundo semestre de 2012, tuvo un paso por O'Higgins de la Primera División de Chile, dirigido por Eduardo Berizzo. Luego se rumoreó en sitios belgas que el club KAA Gent de la Primera División de Bélgica estaba interesado en él, pero finalmente siguió en el fútbol de Chile.
En 2013, jugó en dos clubes Deportes Copiapó de la Primera B Chilena y Unión La Calera de la Primera División, en ambos clubes fue el máximo asistidor del equipo.
En 2014 con 23 años, tuvo su primera experiencia en el extranjero, en Husqvarna FF del fútbol sueco.
Entre el año 2014 y 2017 jugó en Deportes Copiapó, Hapoel Nazareth Illit de Israel, Gimnasia y Esgrima (M) de Argentina, Boca Unidos de Argentina, en ambos clubes argentinos fue pedido por el DT Omar Labruna, con quien había coincidido en Audax Italiano.
Luego de una temporada y media en el fútbol argentino, a mediados de 2017 es contratado por Platense FC de la Primera División de Honduras. No tuvo una campaña destacada, debido a que paso la mayor parte de su estadía enfermo por la alimentación.

### Cobresal & Arabia Saudita
En enero de 2018, es contratado por Cobresal. Con el club Minero terminaron la primera rueda del campeonato Loto 2018 como punteros absolutos, teniendo un muy buen rendimiento, siendo el segundo goleador del equipo y uno de los mayores asistentes de gol.
En julio de 2018, es contratado por Al-Mojzel Club de Arabia Saudita. En el club Árabe fue el goleador del equipo, con siete goles, uno de ellos un gol olímpico.

### Sport Huancayo (Perú), Cobreloa y regreso a Sport Huancayo
En enero de 2019, es contratado por Sport Huancayo de la Primera División del Perú. Disputó la Copa Sudamericana 2019. Fue el máximo asistidor del equipo, segundo goleador con 8 goles, participando en un total de 16 goles. También fue el máximo asistidor, finalista y equipo ideal de la Copa Bicentenario 2019 y clasificaron junto a su equipo a la Copa Sudamericana 2020. Luego de su gran año, renovó su contrato por una temporada.
En octubre de 2020, es contratado por Cobreloa, denominado cuarto equipo más grande de Chile. En el club Loíno, disputó 35 partidos y participó en un par de goles.
En 2022, es fichado nuevamente por Sport Huancayo de la Liga 1 del Perú. Con el equipo  Huancaino tiene una excelente campaña, siendo el máximo asistidor de la Liga 1 (12 asistencias), equipo ideal, subcampeón y el jugador con más participaciones de gol en el campeonato apertura 2022. Para coronar su gran año, clasificó junto a su equipo a la Copa Libertadores 2023 jugando todos los partidos como titular. En 2023 jugó copa internacional, fue máximo asistidor de su equipo y clasificó a Copa Sudamericana 2024. Para el 2024 fue el máximo asistidor del equipo con 7 asistencias, sin embargo, no renovó su contrato con el plantel huancaíno, siendo uno de los extranjeros con más partidos, acumulando un total de 101 partidos.

## Selección nacional

### Selecciones menores y Sparring Copa Mundial
Ha estado en la Selección Sub-20 dirigida por Ivo Basay. Fue parte de la delegación oficial de sparrings de la selección chilena en la Copa Mundial de Sudáfrica 2010.
En 2011, Claudio Borghi lo incluyó en la nómina de la selección chilena a nivel Sub-25, con 20 años, debiendo luego ser desafectado junto a sus compañeros Nicolás Ortiz y Carlos Escobar tras la molestia de su club por los llamados.

### Selección absoluta
Mientras se desempeñaba como sparring de la selección nacional, Marcelo Bielsa lo convocó para disputar cinco partidos amistosos con la selección chilena absoluta, ingresando en tres ocasiones, dos por compromisos clase A. El 31 de marzo de 2010, con sólo 19 años, hizo su debut oficial enfrentando a Venezuela en la ciudad de Temuco, reemplazando a José Pedro Fuenzalida con el dorsal 18, partido en que también jugaron Gary Medel, Eduardo Vargas, Charles Aránguiz, entre otros. Su segundo partido fue frente a Irlanda del Norte en la ciudad de Chillán, remplazando Arturo Vidal. Luego, ingresó en el duelo amistoso que se realizó en Sudáfrica frente a Nueva Zelanda, compromiso en que junto a su compañero de sparring Felipe Gutiérrez reemplazaron a Matías Fernández y Esteban Paredes. Sin embargo, este encuentro no se considera dentro de los partidos oficiales jugados a nivel absoluto, pues en él se jugaron tres tiempos de 30 minutos cada uno, no cumpliendo así con la normativa FIFA.

### Partidos internacionales
| \| N.º \| Fecha \| Estadio \| Local \| Resultado \| Visitante \| Goles \| Competición \| \| ----- \| ------------------- \| -------------------------------------- \| ---------- \| --------- \| ----------------- \| ----- \| ----------- \| \| 1 \| 31 de marzo de 2010 \| Estadio Germán Becker, Temuco, Chile \| Chile \| 0-0 \| Venezuela \| \| Amistoso \| \| 2 \| 30 de mayo de 2010 \| Estadio Nelson Oyarzún, Chillán, Chile \| Chile \| 1-0 \| Irlanda del Norte \| \| Amistoso \| \| Total \| Total \| Total \| Presencias \| 2 \| Goles \| 0 \| \| |                     |                                        |            |           |                   |       |             |
| N.º | Fecha               | Estadio                                | Local      | Resultado | Visitante         | Goles | Competición |
| 1 | 31 de marzo de 2010 | Estadio Germán Becker, Temuco, Chile   | Chile      | 0-0       | Venezuela         |       | Amistoso    |
| 2 | 30 de mayo de 2010  | Estadio Nelson Oyarzún, Chillán, Chile | Chile      | 1-0       | Irlanda del Norte |       | Amistoso    |
| Total | Total               | Total                                  | Presencias | 2         | Goles             | 0     |             |

Un partido amistoso frente a Nueva Zelanda disputado el 9 de junio de 2010 constó de tres tiempos de 30 minutos cada uno a petición de los entrenadores de ambos elencos. Debido a que no cumple las reglas oficiales de la FIFA, este partido no figura en su lista de partidos internacionales.
| Selección chilena | Selección chilena | Selección chilena |
| Año               | Partidos          | Goles             |
| ----------------- | ----------------- | ----------------- |
| 2010              | 2                 | 0                 |
| Total             | 2                 | 0                 |

## Clubes y estadísticas

### Clubes
Actualizado al último partido jugado el 16 de junio de 2025.
| Club                   | País           | Año       | Partidos | Goles |
| ---------------------- | -------------- | --------- | -------- | ----- |
| Audax Italiano         | Chile          | 2009-2014 | 36       | 3     |
| → Coquimbo Unido       | Chile          | 2011      | 27       | 11    |
| → O'Higgins            | Chile          | 2012      | 13       | 2     |
| → Deportes Copiapó     | Chile          | 2013      | 14       | 3     |
| → Unión La Calera      | Chile          | 2013-2014 | 18       | 1     |
| Husqvarna FF           | Suecia         | 2014      | 11       | 1     |
| Deportes Copiapó       | Chile          | 2014-2015 | 33       | 5     |
| Hapoel Nazareth I.     | Israel         | 2015      | 15       | 3     |
| Gimnasia y Esgrima (M) | Argentina      | 2016      | 11       | 1     |
| Boca Unidos            | Argentina      | 2016-2017 | 22       | 0     |
| Platense               | Honduras       | 2017      | 6        | 0     |
| Cobresal               | Chile          | 2018      | 17       | 4     |
| Al-Mojzel              | Arabia Saudita | 2018      | 16       | 7     |
| Sport Huancayo         | Perú           | 2019-2020 | 43       | 9     |
| Cobreloa               | Chile          | 2020-2021 | 35       | 2     |
| Sport Huancayo         | Perú           | 2022-2024 | 101      | 8     |
| Deportes Copiapó       | Chile          | 2025-Act. | 16       | 1     |
| Total                  | Total          | Total     | 434      | 61    |

### Resumen estadístico
| Competición                         | Partidos | Goles | Promedio |
| ----------------------------------- | -------- | ----- | -------- |
| Sudamérica (Chile, Argentina, Perú) | 384      | 50    | 0.15     |
| Europa                              | 26       | 4     | 0.18     |
| Asia                                | 16       | 7     | 0.44     |
| América Central                     | 6        | 0     | 0        |
| Copa Libertadores                   | 2        | 0     | 0        |
| Copa Sudamericana                   | 3        | 0     | 0        |
| Selección de Chile Adulta           | 2        | 0     | 0        |
| Total                               | 440      | 61    | 0.15     |

## Palmarés

### Distinciones individuales
| Distinción                                                                                   | Año       |
| -------------------------------------------------------------------------------------------- | --------- |
| Máximo asistidor de la Copa Bicentenario                                                     | 2019      |
| Mejor jugador de todas las divisiones inferiores de Audax Italiano                           | 2009      |
| Segundo máximo goleador del Torneo Apertura (9 goles)                                        | 2011      |
| Máximo goleador de Coquimbo Unido (12 goles)                                                 | 2011      |
| Máximo asistidor de Coquimbo Unido (6 asistencias)                                           | 2011      |
| Máximo asistidor de Deportes Copiapó en Torneo Transición (5 asistencias)                    | 2013      |
| Máximo asistidor de Unión La Calera en Torneo Apertura (4 asistencias)                       | 2013/2014 |
| Máximo goleador de Al-Mojzel Club en Torneo Apertura (7 goles)                               | 2018/2019 |
| Máximo asistidor de Sport Huancayo (8 asistencias)                                           | 2019      |
| Equipo Ideal de la Copa Bicentenario 2019 (Franja Peruana).                                  | 2019      |
| Máximo asistidor del Torneo Apertura de Perú (10 asistencias)                                | 2022      |
| Jugador con más participaciones de gol del Torneo Apertura (14 goles 10 asistencias 4 goles) | 2022      |
| Equipo Ideal del Torneo Apertura de Perú (Gol Perú).                                         | 2022      |
| Equipo Ideal del Torneo Apertura de Perú (Son Datos no Opiniones)                            | 2022      |
| Máximo asistidor del año en Primera División del Perú (12 asistencias)                       | 2022      |
| Máximo asistidor de Sport Huancayo (7 asistencias)                                           | 2023      |
| Máximo asistidor de Sport Huancayo (7 asistencias)                                           | 2024      |